# District d'Ancuabe
Le district d'Ancuabe est une subdivision administrative de la province de Cabo Delgado au nord du Mozambique. En 2015, sa population est de 121 320 habitants.

## Source de la traduction
- (en) Cet article est partiellement ou en totalité issu de l’article de Wikipédia en anglais intitulé « Ancuabe District » (voir la liste des auteurs).